# 次旺仁增
次旺仁增（藏語：ཚེ་དབང་རིག་འཛིན་，威利转写：tshe dbang rig 'dzin，1971年—），出生於印度錫金邦甘托克的藏族政治人物。2007-2013年間擔任西藏青年大會主席，2016年當選第十六屆西藏流亡議會北美地區議員。

## 生平
他於1971年出生於印度北部錫金邦甘托克，在印度南部的卡納塔克邦拜拉庫比長大。他從錫金邦的札西南嘉高中與卡納塔克邦邁索爾的聖菲洛梅娜學院畢業。
他於1993年移民美国，在洛杉矶开了一家咖啡店，但生意不佳，因此與妻子和两个女儿搬到俄勒岡州的波特蘭，开了一家装修公司，不久就在市郊买了一幢房子，並加入美国国籍。他於2007年從美國華盛頓州溫哥華市搬到印度達蘭薩拉以領導西藏青年大會。

## 政治生涯與主張
從1999年到2002年，他擔任西藏青年大會明尼蘇達州分會的執行委員。2004年至2006年，他擔任達賴喇嘛長兄土登晉美諾布創辦的國際西藏獨立運動的董事。他從2005年到2007年擔任西藏青年大會波特蘭/溫哥華地區分會主席，於2007年9月當選西藏青年大會主席，並於2010年8月8日當選連任至2013年8月。他在藏青會主席任內的新措施包括舉辦藏文徵文比賽、在印度藏人社區開設藏語課程、提供西藏人民在專業領域研究獎學金，及在達蘭薩拉舉行籃球錦標賽。
他2008年3月27日接受意大利《晚邮报》采访时称，“和平主义”是死路一條，國際媒體遗忘了藏人。我们看到巴勒斯坦人和伊拉克人使用自杀袭击的方式奏效了，世界上所有的媒体都在关注他们。
對於西藏的未來，他表示他尊敬第十四世達賴喇嘛，但是達賴喇嘛提倡的「中間道路」二十年來毫無成果，因此主張西藏應該爭取完全獨立而非僅是自治。
2010年堅贊諾布當選為全國政協常委後，他表示不管中共如何扶植漢班禪，藏人絕對不會承認他是第十一世班禪喇嘛。
2012年11月12日，他與13名藏青會成員高呼西藏獨立與允许達賴喇嘛返回西藏的口號，试图闯入新德里中國大使館，結果被印度警察拘留。
新華社於2013年指控藏青會支持藏區自焚事件，他表示藏青會沒有成員在中國，這些指控“毫無根據，漏洞百出”，而中國政府最近幾個月對被捕者的起訴通常建立在刑訊逼供之上。

## 外部連結
- 雅尼克. . 法國國際廣播電台. 2009-11-16  [2017-12-27]. （原始内容存档于2017-12-27）.